# Louis Pomayrol
Louis Joseph Assiscle Pomayrol (Trouillas, 10 février 1819 - Perpignan, 31 mai 1899) est un médecin français.
Il découvrit l'effet curatif de la feuille de noyer sur la maladie du charbon (1853). Cet effet, confirmé par Casimir Davaine en 1880, fut oublié jusqu'à de nouvelles expériences effectuées de 1954 à 1956 par un admirateur de Davaine, Émile Lagrange. Jean Rostand attira l'attention sur cet exemple d'une découverte restée lettre morte une centaine d'années après sa publication.